# Catarina Cybo
Catarina Cybo  (em italiano Caterina Cybo; Florença, 13 de setembro de 1501 – Florença, 17 de fevereiro de 1557) foi duquesa consorte de Camerino, regente de 1527 a 1535, e aderente do movimento de reforma religiosa na Itália do século XVI.

## Biografia

### Duquesa de Camerino

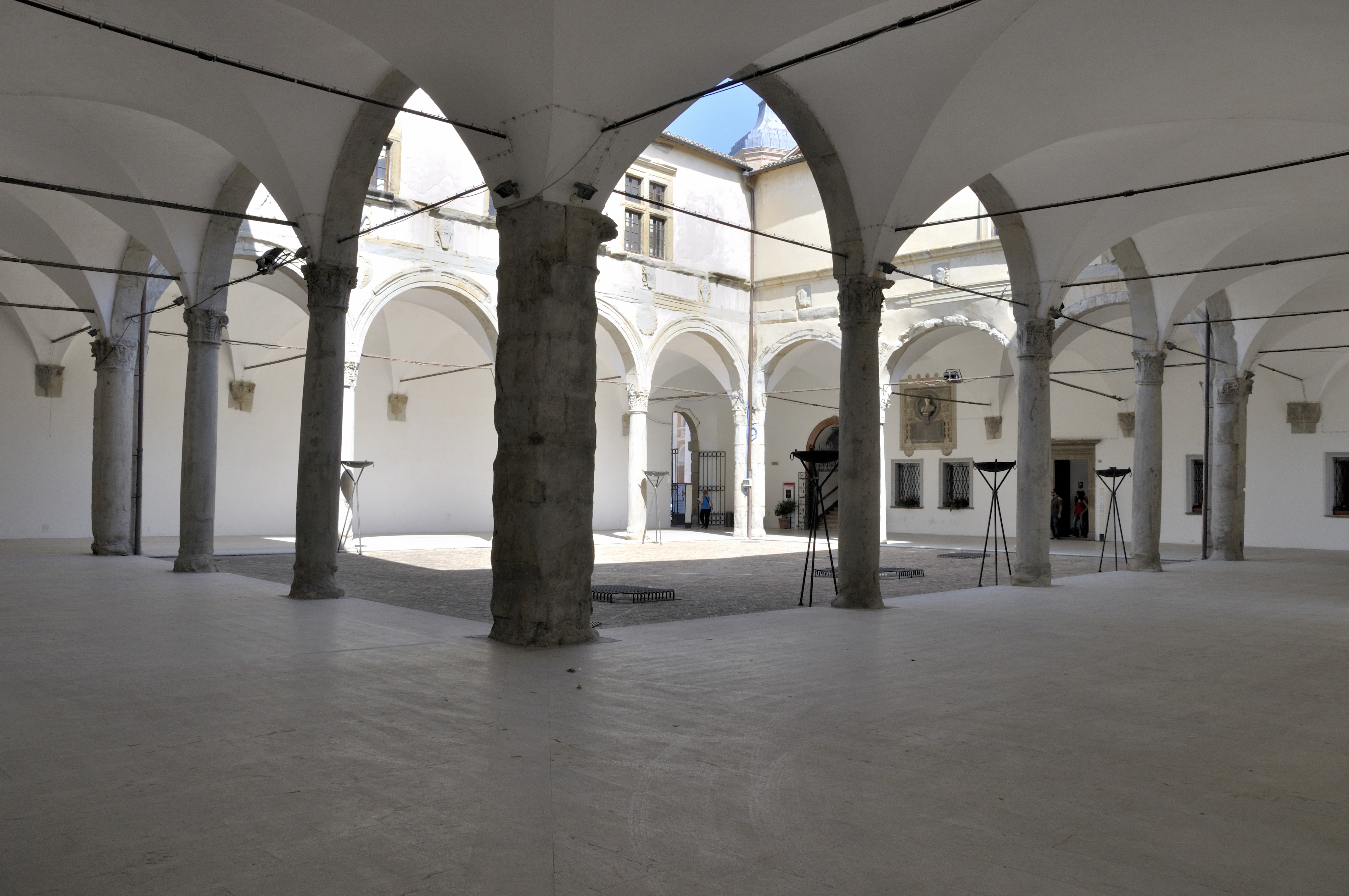
O palácio ducal de Camerino

Catarina foi a quinta filha de Franceschetto Cybo (1449-1519), (filho natural do Papa Inocêncio VIII) e de Madalena de Médici (1473-1519) (filha de Lourenço o Magnífico e  irmã do Papa Leão X).
Em 1513, aos 12 anos, Catarina fora prometida em casamento a João Maria de Varano (Giovanni Maria da Varano) (1481-1527), feito duque de Camerino em 1515 pelo Papa Leão X, tio de Catarina. O matrimónio foi adiado dada a oposição de Madalena de Médici que preferia que a filha casasse com Sigismundo de Varano, sobrinho de João Maria. Mas, em 1519, com a morte da mãe, Catarina acaba por casar com João Maria em 1520.
Mas a morte de Leão X, protetor de João Maria, altera o status quo: Sigismundo de Varano apodera-se de Camerino com o apoio dos exércitos do tio materno Francisco Maria I Della Rovere. Catarina refugia-se em Civitanova, enquanto o marido fica em  Roma, onde organiza um pequeno exército com o qual reconquistou Camerino, matando Sigismundo.
Em 24 de março de 1523, nasce a única filha Júlia e, em novembro, é eleito Papa um outro tio de Catarina, Júlio de Médici, que toma o nome de Clemente VII. O casal assiste à cerimónia de coroação do pontífice, a quem pedem, em vão, a restituição de Senigália e de Sassoferrato, conquistadas pelo Duque de Urbino Francisco Maria I Della Rovere. Como compensação, o marido obtém a absolvição pelo homicídio de Sigismundo e é-lhe, então, garantido o direito de sucessão no Ducado de Camerino à sua filha no caso de morte sem herdeiros masculinos.
João Maria de Varano morre de peste em 10 de agosto de 1527, deixando a filha como herdeira e prometida a um dos filhos do seu parente de Ferrara, Hércucles de Varano (Ercole da Varano). Hércules tem 2 filhos, Alexandre (Alessandro) e Mateus (Matteo), devendo o casamento realizar-se assim que Júlia atingisse idade adequada. Nessa altura, Rodolfo de Varano, um dos filhos naturais de João Maria, aprisiona Catarina, proclamando-se duque, mas a pronta reação da família Cybo, do pontífice e do duque de Urbino, fazem os revoltosos abandonar Camerino, sendo Rodolfo executado.

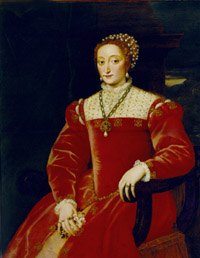
Tiziano: Retrato de Júlia de Varano

Em socorro de Catarina Cybo vieram Hércules, Alexandre e Mateus de Varano, interessados em preservar os territórios do ducado para a própria família visando o matrimónio com Júlia: para se apoderarem de imediato de Camerino, provavelmente porque tinham sido informados que Catarina já não tinha mais interesse naquele acordo matrimonial. Contra eles, Catarina pede ajuda ao duque de Urbino, prometendo Júlia ao filho Guidobaldo Della Rovere assim que a menina atingisse os catorze anos: o acordo, que permaneceu secreto, foi formalmente alcançado em Todi em 14 de dezembro de 1527. As forças do duque Francisco Maria Della Rovere repelem facilmente as tentativas dos Varano de Ferrara, que acabaram por ser excomungados pelo Papa em 18 de fevereiro de 1529, enquanto Catarina os condenava à morte in absentia.
Em 13 de abril de 1533 dá-se uma nova tentativa de Mateus de Varano de se apoderar do ducado. Penetrando com poucos homens armados no palácio ducal, fazendo prisioneiros Catarina e o seu amante Pietro Mellini, mas não consegue sequestrar a pequena Júlia, defendida na fortaleza da cidade. O seu objetivo era anular o noivado com o duque de Urbino, mas a recusa de Caterina em aceitar as suas ameaças acaba por colocar Mateus em fuga.
A morte de Clemente VII, ocorrida em setembro de 1534, trás novas dificuldades uma vez o novo pontífice, qualquer que fosse, provavelmente opor-se-ia ao casamento para favorecer alguém da própria família no ducado de Camerino. Por seu lado, o cardeal Inocêncio Cybo, irmão de Catarina, procurava recolher os votos no conclave prometendo a sobrinha Júlia como mulher a um familiar dos cardeais eleitores.
Perante tais manobras, Francisco Maria della Rovere impõe o casamento imediato entre Júlia e o filho Guidobaldo, em troca da restituição a Catarina do dote da filha. A cerimónia foi celebrada em 12 de outubro de 1534 em Camerino. O novo Papa Paulo III, um Farnésio, eleito em 13 de outubro, que procurava aumentar as possessões da própria família, reage violentamente à noticia, convocando a Roma Catarina, Júlia e Guidobaldo, que se recusam em se apresentar. Catariana acaba por renunciar ao governo do ducado a favor de Guidobaldo, em 17 de fevereiro de 1535 e Paulo III excomunga os duques, reintegra Camerino, pelo menos formalmente, nos bens da Igreja e, em 28 de março, dá o território como interdito.

### A experiência evangélica

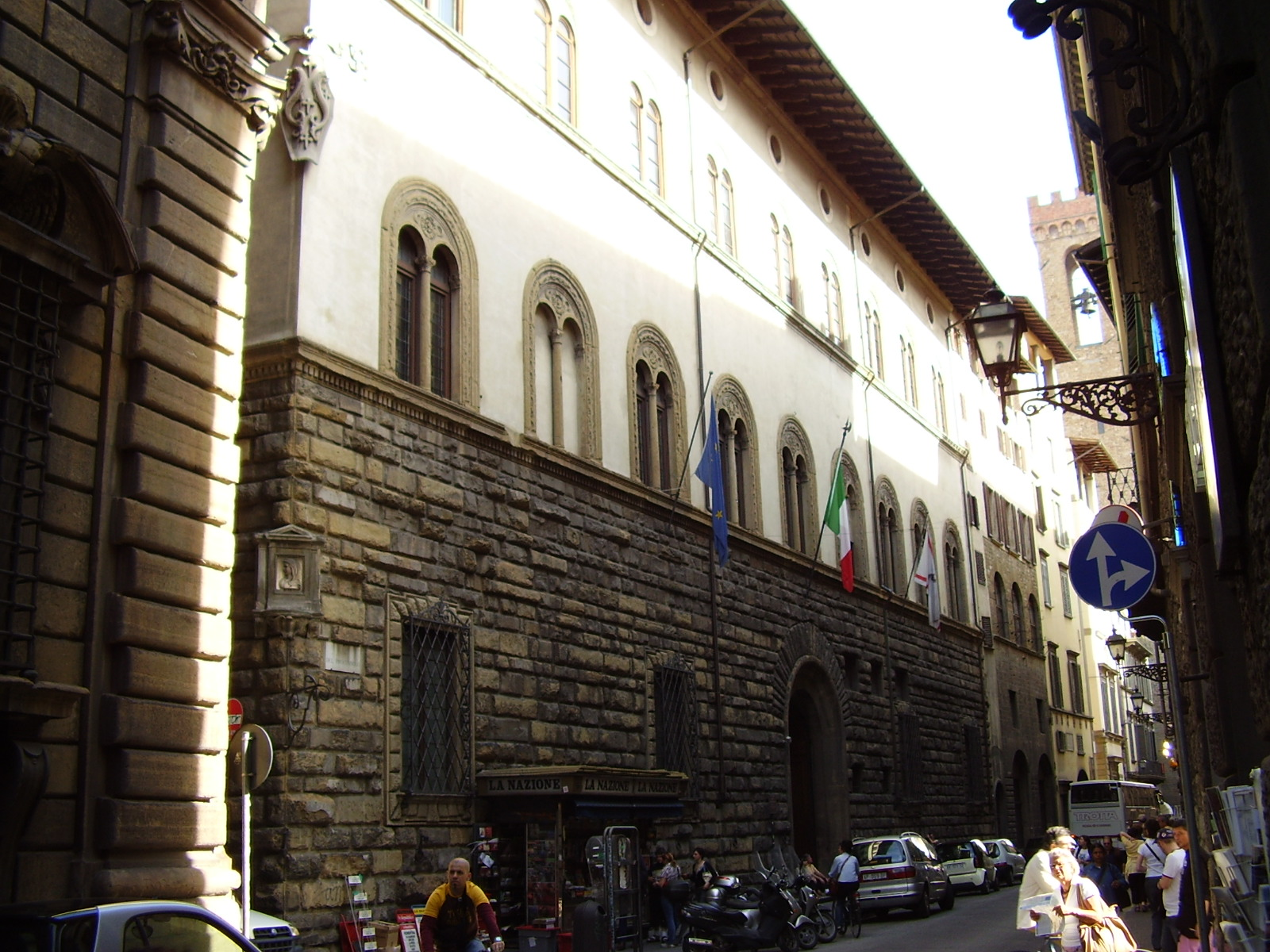
Florença: Palácio Pazzi

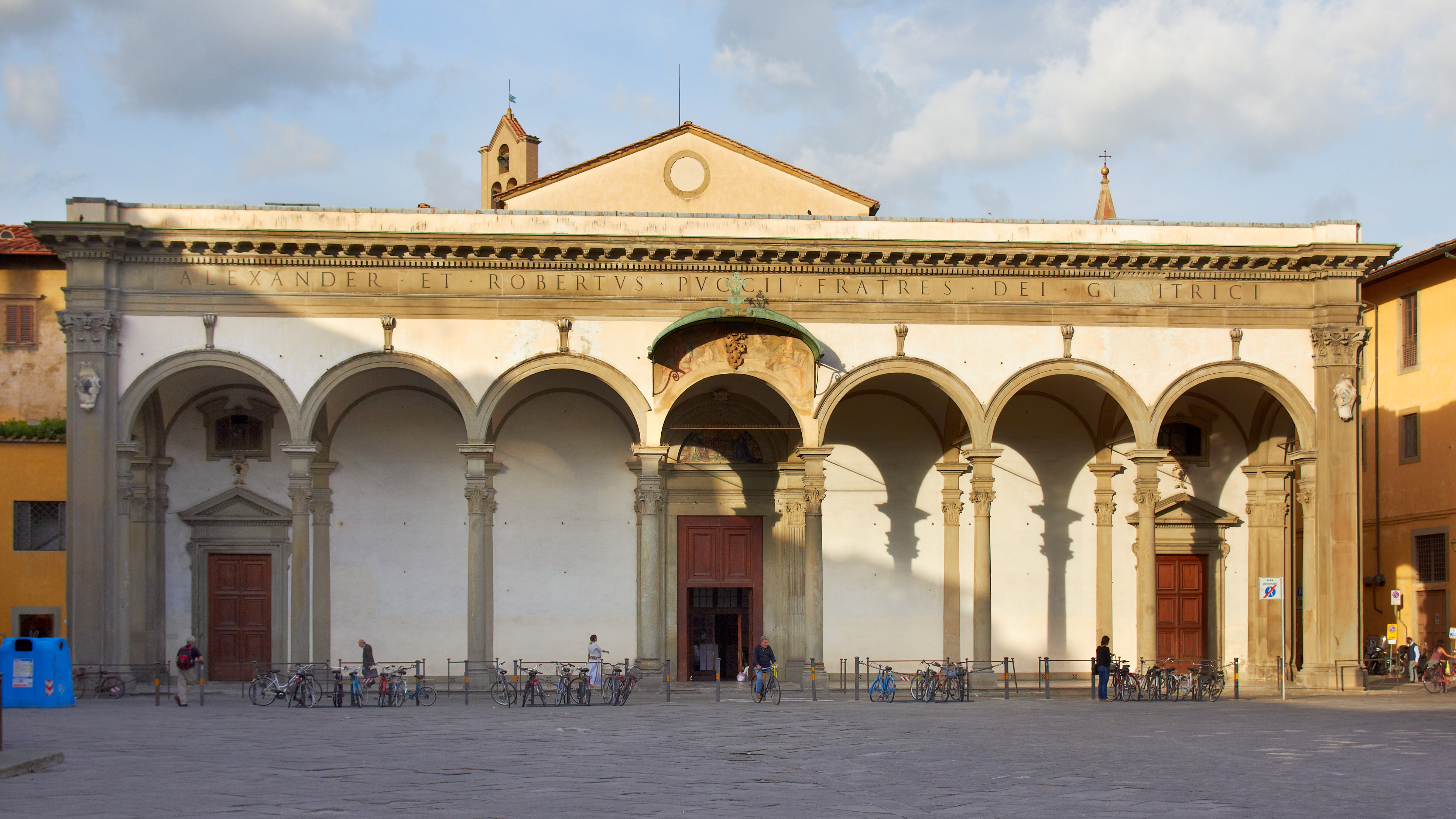
Basílica da Santíssima Anunciada

Catarina Cybo havia entretanto favorecido a formação da nova Ordem Capuchinha. O frade do convento de Montefalcone, Matteo da Bascio, durante uma epidemia de peste que atingiu aquela província em 1523, ficou escandalizado pela inércia dos seus confrades, convencendo-se da necessidade de reformar a Ordem franciscana ou de fundar uma outra com regras mais rigorosas. Tendo ido a Roma em 1525 para pedir o acordo do pontífice, teve de se contentar apenas  com promessas, acabando por ser encarcerado pelo seu superior ao regressar ao convento. Catarina consegue a sua libertação, recomendando ao Papa um seguidor de Matteo, Ludovico Tenaglia de Fossombrone, que, em 18 de maio de 1525 obtém, para si e seus seguidores, autorização de usar o típico capuz quadrado e de praticar vida eremita. Em 3 de Julho de 1528, Clemente VII emanava a bula Religionis zelus, com a qual instituía oficialmente a nova Ordem.
Livre das funções governativas, Catarina vai viver para Florença em 1535, ficando no palácio Pazzi, onde moravam seu irmão Inocêncio e sua cunhada e amante Ricarda Malaspina, além de sua mãe e irmã. Aí trava conhecimentos com diversos escritores, como Francesco Berni (que lhe escreve um elogio no seu Orlando innamorato), Benedetto Varchi (que lhe dedicou um soneto) e Agnolo Firenzuola (que lhe havia dedicado um ato do seu Ragionamenti, em 1525).
Esteve também em contacto com muitos dissidentes religiosos, como Bernardino Ochino, o geral dos capuchinhos que, em 1542, fugiu para a Suiça, na sequência de uma ordem da Inquisição para se apresentar em Roma. Ele faz de Catarina protagonista dos seus Dialogi sette, onde estão refletidas as teorias do espiritual Juan de Valdés. Outros intelectuais da Igreja que aspiravam a uma profunda reforma da Igreja, conviveram com Catarina, como os cardeais Reginald Pole e Frederico Fregoso, e o bispo Gian Matteo Giberti. Hospedou Marcantonio Flaminio, que publicou Beneficio de Cristo de Benedetto Fontanini, um texto de referência para os reformados italianos. Um dos condenados, num processo de perante os inquisidores, chegou a identificá-la como seguidora de Valdés.
Quando em 1539 a filha Júlia e Guidobaldo Della Rovere são obrigados a ceder Camerino a Octávio Farnésio, neto de Paulo III, a troco de 78.000 ducados de ouro, o Papa anulou a excomunhão. Júlia morre em 1547 em Fossombrone, assistida pela mãe, que esteve presente também no leito de morte dos dois irmãos Lourenço e Inocêncio. Em Julho de 1555 faz testamento a favor da neta, Virgínia Della Rovere.
Catarina Cybo morre em 17 de fevereiro de 1557 em Florença, sendo sepultada na Basílica da Santíssima Anunciada, ao lado da sobrinha Leonor e de outros membros da família Cybo.